# Aeródromo Chollinco
El Aeródromo Chollinco (OACI: SCIF) es un terminal aéreo privado ubicado 4 kilómetros al noreste del caserío de Llifén, Provincia del Ranco, Región de Los Ríos, Chile.
El aeropuerto se encuentra en el valle del río Calcurrupe, 3 kilómetros (1,9 millas) al este de la costa del lago Ranco. Hay un terreno montañoso al norte y al sur de la pista.